# Södra Orrskärstjärnen
Södra Orrskärstjärnen är en sjö i Bräcke kommun i Jämtland och ingår i Ljungans huvudavrinningsområde.